# Fernando Cebrián
Fernando Cebrián Gracia (Bilbao, 15 de mayo de 1929 - Madrid, 30 de enero de 2009) fue un actor español.

## Biografía
Tuvo una infancia difícil, debiendo exiliarse a Francia junto a su familia tras el fin de la Guerra civil española. A su regreso a España, en 1944, estudia interpretación en el Conservatorio de Arte Dramático del Gran Teatro del Liceo y en el Instituto del Teatro de Barcelona. Se inicia en el mundo de la interpretación de la mano de la actriz Nuria Espert. En 1956 da el salto a la gran pantalla y en los siguientes quince años, interpreta cerca de una veintena de películas, como Tierra de todos, en 1962, trabajando a las órdenes de directores del prestigio de José María Forqué, Pedro Lazaga o Luis Buñuel, con el que interviene en la célebre Tristana (1970). Compagina títulos prestigiosos con cintas del género conocido como Spaghetti Western o títulos para el lucimiento de jóvenes promesas de la canción como Marisol rumbo a Río (1963), junto a Marisol.
Su mayor popularidad, sin embargo, se la debe a la televisión. Se había iniciado en piezas de teatro televisado incluidas en espacios como Primera fila o Estudio 1, aunque la explosión de éxito le llega junto a Antonio Mercero al interpretar al Alcalde en Crónicas de un pueblo (1972-1974), uno de los hitos de la televisión en España durante la década de 1970.
Con posterioridad, continuó trabajando en teatro (Jueces en la noche, 1979; Las cartas boca abajo, 1981 ambas de Buero Vallejo) y en la pequeña pantalla hasta entrada la década de 1990.

## Trayectoria en televisión
- Para Elisa (1993)
- Narradores 
  - Las rutas del progreso (11 de agosto de 1991)
- Pedro I el Cruel
- Primera función 
  - Historia de un adulterio (6 de abril de 1989)
  - Paquita (9 de noviembre de 1989)
- Clase media
  - La cencerrada (1 de enero de 1987)
  - El milagro de Fray Bernardino (1 de enero de 1987)
  - Los que no tenemos reales (1 de enero de 1987)
  - La casa de la pradera (28 de febrero de 1987)
- Veraneantes (1985)
- Fragmentos de interior  (1984)
- Historias para no dormir 
  - El fin empezó ayer (20 de septiembre de 1982)
- Ramón y Cajal
  - Cajal en Valencia (9 de marzo de 1982)
  - Honores y condecoraciones (23 de marzo de 1982)
- L'étrange monsieur Duvallier 
  - KaratéCaramel (21 de junio de 1979)
- Teatro Club 
  - La espera injuriosa (15 de febrero de 1977)
- Curro Jiménez 
  - El secuestro (2 de febrero de 1977)
- El quinto jinete
  - La mujer del sueño (26 de enero de 1976)
- Original 
  - La quiebra (18 de noviembre de 1975)
- El teatro 
  - Fuenteovejuna (3 de febrero de 1975)
- Crónicas de un pueblo (1971-1974)
- Visto para sentencia 
  - Chantaje (2 de agosto de 1971)
- Hora once 
  - Noches blancas (31 de octubre de 1970)
- Teatro de siempre 
  - Alberto I (1 de octubre de 1970)
  - Timón de Atenas (22 de enero de 1971)
  - El incendio (18 de febrero de 1971)
- Personajes a trasluz 
  - Guillermo Tell (28 de julio de 1970)
- Estudio 1
  - El acorazado Valiant (6 de mayo de 1969)
  - El gran teatro del mundo (21 de octubre de 1969)
  - Hamlet (23 de octubre de 1970)
  - Historia de una escalera (15 de enero de 1971)
  - El mago (28 de julio de 1975)
  - Atrévete, Susana (22 de septiembre de 1975)
  - Sur (14 de marzo de 1979)
  - Sinfonía inacabada (9 de mayo de 1979)
  - Desnudo con violín (30 de marzo de 1980)
  - Escuela de mujeres (14 de septiembre de 1980)
  - El mercader de Venecia (2 de octubre de 1981)
  - Soledad (11 de diciembre de 1981)
- Cuentos y leyendas 
  - Soledad (18 de diciembre de 1968)
- Novela
  - La Casa de la Troya (20 de diciembre de 1965)
  - La familia de Alvareda (1 de diciembre de 1975)
  - La duquesa de Langeais (25 de diciembre de 1978)
- Primera fila
  - Proceso de Jesús (25 de marzo de 1964)
  - La reina muerta (27 de mayo de 1964)
- Sospecha 
  - La Sra. Crossley desaparece (3 de septiembre de 1963)
  - Llamada urgente (2 de enero de 1971)
  - El hombre de color (6 de marzo de 1971)